# Рудно (Малопольське воєводство)
Рудно (пол. Rudno) — село в Польщі, у гміні Кшешовиці Краківського повіту Малопольського воєводства.
Населення — 792 особи (2011).
У 1975-1998 роках село належало до Краківського воєводства.

## Демографія
Демографічна структура станом на 31 березня 2011 року:
|          | Загалом | Допрацездатний вік | Працездатний вік | Постпрацездатний вік |
| -------- | ------- | ------------------ | ---------------- | -------------------- |
| Чоловіки | 390     | 75                 | 269              | 46                   |
| Жінки    | 402     | 75                 | 227              | 100                  |
| Разом    | 792     | 150                | 496              | 146                  |